# Satria Tama
Satria Tama Hardiyanto (sinh ra ở Sidoarjo, ngày 23 tháng 1 năm 1997) là một cầu thủ bóng đá người Indonesia hiện tại thi đấu cho Madura United at Liga 1.

## Sự nghiệp quốc tế
Anh có màn ra mắt quốc tế cho đội tuyển quốc gia ngày 13 tháng 6 năm 2017, trước Puerto Rico khi thay cho Kurnia Meiga ở giữa hiệp.